# Історія техніки
Історія техніки нараховує майже 50 тис. років. Якщо за цей проміжок часу взяти середню тривалість життя одного покоління 30..32 роки, то існуючий рівень техніки був досягнутий приблизно за 1600 поколінь. Іншими словами, людству знадобилося 1600 сходинок, щоб винайти ракету та досягнути Місяця. За перші 1100…1300 сходинок люди освоїли такі традиційні природні матеріали, як дерево, глина та камінь, решта сходинок знадобилося для освоєння міді, бронзи, заліза та інших новітніх композитних конструкційних матеріалів.

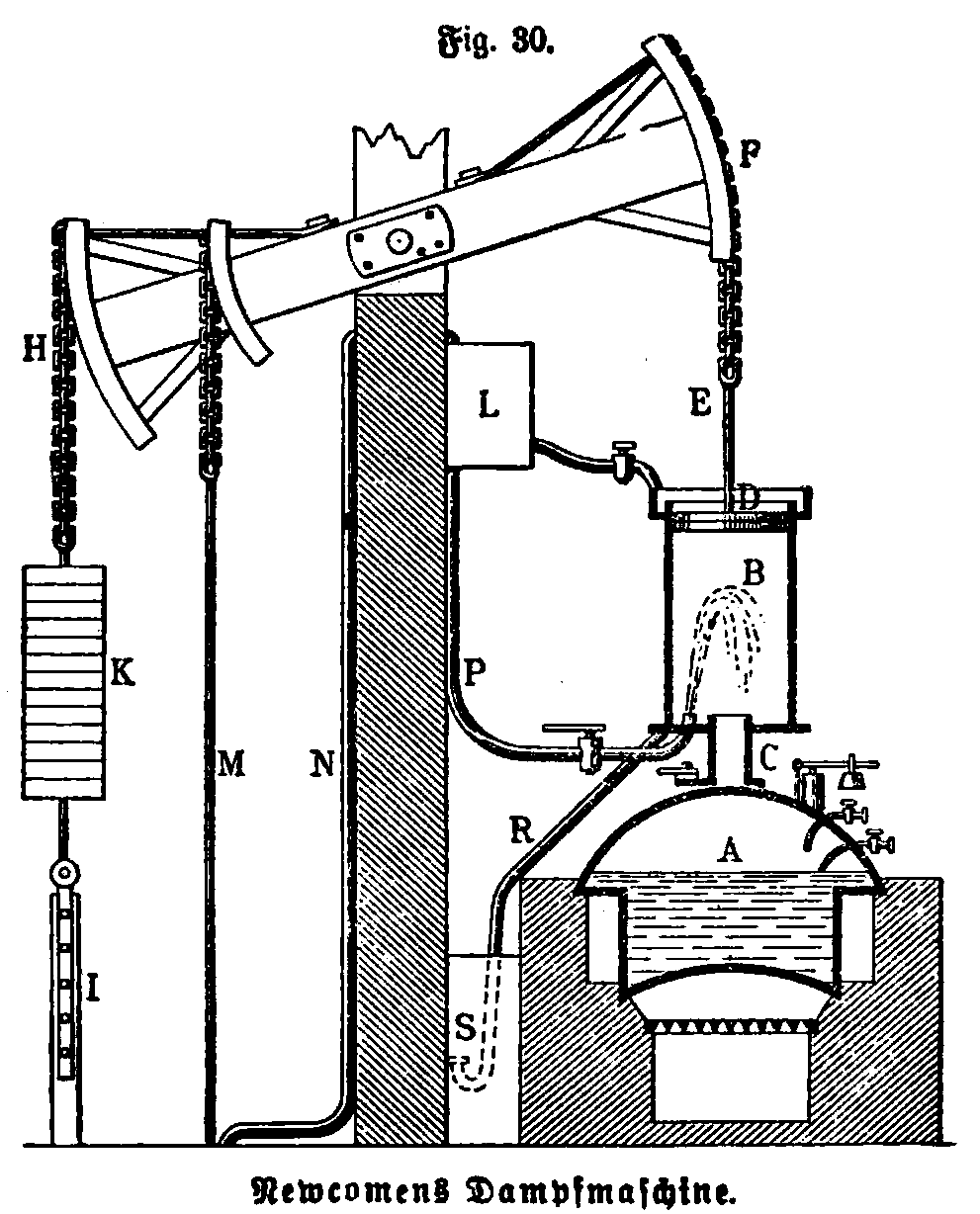
Парова машина Ньюкомена (1712 р.)

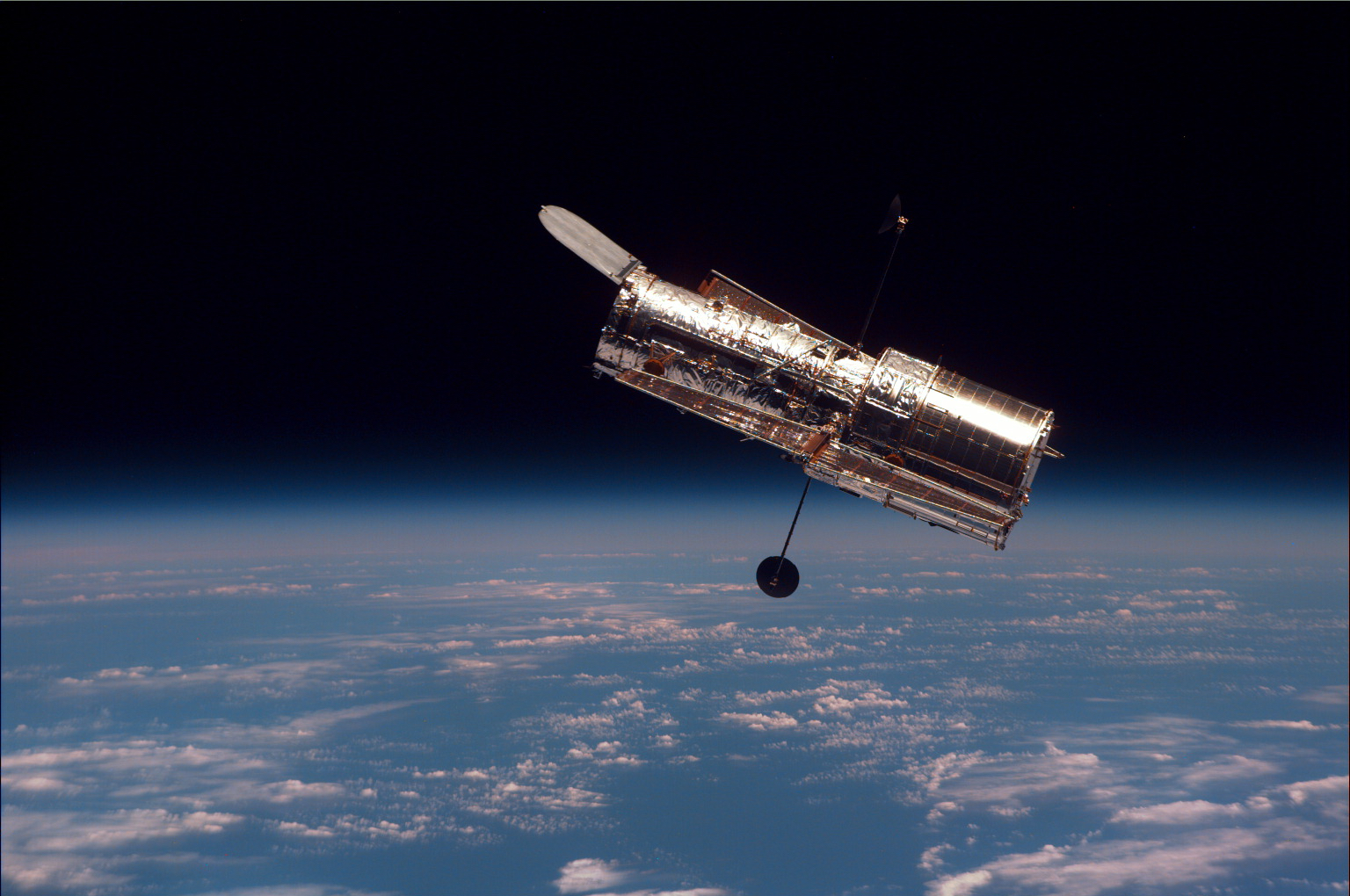
Космічний Телескоп Хаббл. Працює на орбіті з 1990 року

## Основний виклад
Але цей розвиток немислимий без застосування енергії. Вогонь люди навчилися добувати приблизно 250 тис. років тому, отримувати водяну пару приблизно 2000 років тому, а використовувати енергію води, що рухається, в першому сторіччі до н.е. В історії людства водяні двигуни завжди відігравали особливу роль. Протягом багатьох століть різні водяні механізми були головним джерелом енергії у виробництві. Перші водяні колеса з’явилися  в першому столітті до н.е., а ось водяна турбіна з високим ККД (до 80%) була винайдена лише в першій половині XIX століття. Її конструкцію створювали та удосконалювали Сегнер, Ейлер, Понселе, Фурнейрон, Пельтон та інші.
Вперше енергетичні машини, що перетворювали внутрішню енергію водяної пари в механічну роботу, тобто парові машини, з’явилися лише у кінці XVII століття. А перший поршневий двигун внутрішнього згоряння створив у 1860 році французький інженер Етьєн Ленуар. При цьому за значимістю для людства винайдення двигуна внутрішнього згоряння прирівнюється до винайдення колеса, що відбулося приблизно 5 тис. років тому у Месопотамії, яке послужило початком освоєння обертового руху.
Першу робочу парову турбіну, що одразу давала обертовий рух, створив у 1883 році шведський інженер Густав Лаваль. Відомо, що токарний верстат, побудований на основі обертового руху заготовки, був створений древньогрецьким механіком із Александрії Ктесибієм приблизно в І столітті до н.е., а перетворений в токарно-гвинтовий верстат лише в 1800 році англійцем Модслі.
Хоча деякі електричні явища були відомі ще древнім грекам, винайдення промислового електродвигуна відбулося лише в кінці XIX століття завдяки роботам таких видатних учених, як Франклін, Кавендиш, Кулон, Гальвані, Герц, Ампер, Сіменс, Тесла та інших. Особливо слід відмітити важливу закономірність, що встановив у 1831 році англійський фізик Майкл Фарадей. Ним було доведено, що електричний струм викликає магнітні явища, а магнітні явища породжують появу електричного струму. Відкриття Фарадея мало великі наслідки для розвитку техніки та всієї людської цивілізації, так як стало відомо, як треба механічну енергію перетворювати в електричну, а електричну назад в механічну. Перше з цих явищ лягло в основу роботи електрогенератора, а друге – в роботу електродвигуна.
Наведені приклади свідчать про те, що між першими спробами людей оволодіти певними фізичними явищами (горіння, плавлення, кипіння, випаровування, обертання, рух води, електризація, намагніченість, розщеплювання атомного ядра тощо) та початком промислового використання енергетичних та робочих машин, що побудовані на основі відомих фізичних принципів, проходять десятки, сотні та навіть тисячі років.
Важливим історичним періодом в становленні творення техніки тих часів зайняв період створення, впровадження та розвитку теплових двигунів, для перетворення енергії в корисну роботу, який тривав понад тисячоліття.  Тому теплові двигуни заслуговують на окрему сторінку в історії розвитку техніки. На їх прикладі розглянемо історію створення нових технічних систем.

## Основні етапи розвитку техніки
Можна визначити такі основні етапи розвитку техніки:
- Кінець XVIII — початок XIX століття. Промислова революція — створення парової машини і універсальних прядильних верстатів, що ознаменувало перехід ремісничого виробництва до промислової економіки (машинного виробництва).
- Кінець XIX століття. Створення двигуна внутрішнього згоряння, що дозволило створити новий клас компактних машин, у тому числі автомобілів, суден тощо. Широке впровадження електрики, в тому числі способів її генерації та використання електричних машин.
- Початок XX століття. Розвиток радіотехніки та радіоелектроніки. Створення конвеєрного виробництва. Поява та розвиток авіації.
- Середина XX століття. Впровадження широкої автоматизації виробництва, створення обчислювальної техніки. Вихід в космос. Освоєння атомної енергії.
- Кінець XX століття — початок XXI століття. Дослідження в області біо- і нанотехнологій, які можуть призвести до чергової революції в багатьох областях діяльності людини.